# Mètode del descens més pronunciat

Mostra el descens del gradient al llarg d'un espai de paràmetres format per dos paràmetres. Amb i sense mitjanes mòbils exponencials en una sèrie de passos temporals t. La idea principal és que l'ús de mitjanes mòbils pot ajudar a prevenir oscil·lacions en direccions no desitjades.

En matemàtiques, el mètode del descens més pronunciat o mètode del punt de cadira és una extensió del mètode de Laplace per aproximar una integral, on es deforma una integral de contorn en el pla complex per passar prop d'un punt estacionari (punt de sella), aproximadament en la direcció de descens més pronunciat o fase estacionària. L'aproximació del punt de sella s'utilitza amb integrals en el pla complex, mentre que el mètode de Laplace s'utilitza amb integrals reals.
La integral que cal estimar és sovint de la forma
{\displaystyle \int _{C}f(z)e^{\lambda g(z)}\,dz,}
on C és un contorn i λ és gran. Una versió del mètode de descens més pronunciat deforma el contorn de la integració C en una nova integració del camí C′ de manera que es compleixin les condicions següents:
1. C′ passa per un o més zeros de la derivada g ′( z ),
2. la part imaginària de g (z ) és constant en C′.

El mètode del descens més pronunciat va ser publicat per primera vegada per Debye (1909), que el va utilitzar per estimar les funcions de Bessel i va assenyalar que es va produir a la nota no publicada de Riemann (1863) sobre les funcions hipergeomètriques. El contorn del descens més pronunciat té una propietat minimax, vegeu Fedoryuk (2001). Siegel (1932) va descriure algunes altres notes inèdites de Riemann, on va utilitzar aquest mètode per derivar la fórmula de Riemann-Siegel.

## Idea bàsica
El mètode de descens més pronunciat és un mètode per aproximar una integral complexa de la forma{\displaystyle I(\lambda )=\int _{C}f(z)e^{\lambda g(z)}\,\mathrm {d} z}per a grans {\displaystyle \lambda \rightarrow \infty }, on {\displaystyle f(z)} i {\displaystyle g(z)} són funcions analítiques de {\displaystyle z}. Perquè l'integrand és analític, el contorn {\displaystyle C} es pot deformar en un nou contorn {\displaystyle C'} sense canviar la integral. En particular, es busca un nou contorn en què la part imaginària de {\displaystyle g(z)={\text{Re}}[g(z)]+i\,{\text{Im}}[g(z)]} és constant. Aleshores{\displaystyle I(\lambda )=e^{i\lambda {\text{Im}}\{g(z)\}}\int _{C'}f(z)e^{\lambda {\text{Re}}\{g(z)\}}\,\mathrm {d} z,}i la integral restant es pot aproximar amb altres mètodes com el mètode de Laplace.

## Etimologia
El mètode s'anomena mètode de descens més pronunciat perquè per analític {\displaystyle g(z)}, els contorns de fase constant són equivalents als contorns de baixada més pronunciats.
Si {\displaystyle g(z)=X(z)+iY(z)} és una funció analítica de {\displaystyle z=x+iy}, compleix les equacions de Cauchy-Riemann{\displaystyle {\frac {\partial X}{\partial x}}={\frac {\partial Y}{\partial y}}\qquad {\text{i}}\qquad {\frac {\partial X}{\partial y}}=-{\frac {\partial Y}{\partial x}}.}Aleshores
{\displaystyle {\frac {\partial X}{\partial x}}{\frac {\partial Y}{\partial x}}+{\frac {\partial X}{\partial y}}{\frac {\partial Y}{\partial y}}=\nabla X\cdot \nabla Y=0,}per tant, els contorns de fase constant són també contorns de baixada més pronunciada.